# Saint-Amant-Tallende
Saint-Amant-Tallende – miejscowość i gmina we Francji, w regionie Owernia-Rodan-Alpy, w departamencie Puy-de-Dôme.
Według danych na rok 1990 gminę zamieszkiwało 1505 osób, a gęstość zaludnienia wynosiła 303 osoby/km² (wśród 1310 gmin Owernii Saint-Amant-Tallende plasuje się na 143. miejscu pod względem liczby ludności, natomiast pod względem powierzchni na miejscu 983.).